# Billag
Ne doit pas être confondu avec Billa.
 (avril 2015).
Si vous disposez d'ouvrages ou d'articles de référence ou si vous connaissez des sites web de qualité traitant du thème abordé ici, merci de compléter l'article en donnant les références utiles à sa vérifiabilité et en les liant à la section « Notes et références ».
Billag est une filiale suisse de Swisscom. Fondée en 1997 avant la libéralisation du marché des télécommunications, elle est responsable de la perception de la redevance audiovisuelle de réception de radio et de télévision en Suisse, jusqu’à ce que son mandat arrive à échéance à la fin 2018. Cette fermeture pourrait causer une perte de 230 emplois à Fribourg. Dès 2019, la redevance audiovisuelle est perçue par la société zurichoise Serafe SA, filiale de l'entreprise Secon SA.

## Activités
Billag informe la population au sujet de l’obligation d’annoncer les appareils et de celle de payer les redevances de réception ; elle perçoit ces dernières pour le compte de la Confédération suisse et dénonce les violations de l’obligation d’annoncer à l’Office fédéral de la communication (OFCOM). En 2010, le Conseil fédéral a décidé d’introduire la facturation annuelle des redevances de radio et de télévision. Pour garantir un flux financier régulier, la facturation est effectuée par tranches mensuelles d’environ 250 000 factures. Moyennant un supplément de 2 francs par facture, une facturation tous les trois mois reste possible. On peut en faire la demande à Billag par téléphone ou en ligne. Billag est dans une situation tout à fait particulière pour une société de droit privé : elle peut rendre des décisions administratives qui, en procédure de poursuite, ont valeur de jugement exécutoire.
Billag emploie environ 280 collaborateurs. Le volume d’encaissement représente 1,3 milliard de francs suisses. Sur cette somme, Billag a (après l’introduction de la facture annuelle) besoin d’environ 45 millions de francs suisses pour assurer son propre fonctionnement. Parallèlement aux redevances de radio et de télévision, Billag envoie, sur mandat de SUISA (Coopérative des auteurs et éditeurs de musique), des factures pour les indemnités de droits d’auteur.

## Montant et utilisation des redevances de radio et de télévision
Le montant des redevances diffère selon la nature de la réception des programmes : celle-ci peut être effectuée à titre privé, à titre professionnel ou à titre commercial.
| Redevances de radio et de télévision (état : 2011, TVA incl.)      |            |           |
| ------------------------------------------------------------------ | ---------- | --------- |
|                                                                    | CHF/3 mois | CHF/année |
| Réception de radio à titre privé                                   | 41,25      | 165,00    |
| Réception de télévision à titre privé                              | 71,50      | 286.10    |
| Réception de radio à titre professionnel                           | 54,60      | 218,40    |
| Réception de télévision à titre professionnel                      | 94,75      | 379,10    |
| Réception de radio à titre commercial cat. I (1-10 appareils)      | 54,60      | 218,40    |
| Réception de télévision à titre commercial cat. I (1-10 appareils) | 94,75      | 379,10    |

Le produit des redevances encaissées est transmis à l’OFCOM (Office fédéral de la communication). Il sert à financer la production de programmes tant par la SSR SRG que par des diffuseurs privés. Les tâches administratives de l’OFCOM (surveillance des fréquences) et les activités de Billag SA sont également financées par les redevances. Le montant des redevances est fixé par le Conseil fédéral.

## Obligation de payer les redevances
La possibilité de capter des programmes de radio et de télévision fait naître l’obligation d’annoncer les appareils et celle de payer les redevances, indépendamment de la manière dont les programmes sont captés et que les appareils soient effectivement utilisés ou non. Il existe toutefois quelques limitations, réglementations spéciales et exceptions.
Les ménages privés ne doivent payer qu’une seule redevance, indépendamment du nombre de personnes qui y vivent. Les autoradios sont également couverts par cette redevance.
Une redevance séparée doit être payée pour chaque domicile supplémentaire, pour autant qu’il soit utilisé trois nuits ou plus par semaine pendant au moins six mois par an.
Les personnes bénéficiant de prestations complémentaires fédérales en plus de leur rente AVS / AI peuvent être exonérées de l’obligation de payer les redevances, sur demande de leur part.
La réception en entreprise est opérée à titre commercial si des clients ou des tiers peuvent bénéficier des programmes captés ; si ceux-ci ne sont destinés qu’aux collaborateurs de l’entreprise, la réception se fait à titre professionnel.
Le montant des redevances pour la réception à titre commercial est fonction de la catégorie (I : 1-10 appareils ; II : 11-50 appareils ; III : plus de 50 appareils).
Dans les entreprises qui les commercialisent, les appareils de démonstration relèvent automatiquement de la catégorie I, indépendamment de leur nombre.
Pour les entreprises, chaque site est soumis à l’obligation de payer les redevances. Les entreprises sont aussi tenues, en règle générale, de payer des indemnités de droits d’auteur. Ces dernières sont perçues par Billag, au moyen d’une facture séparée. Être en possession d‘appareils de réception non déclarés à Billag est punissable : le contrevenant peut s’exposer à une procédure pénale intentée par l’OFCOM, laquelle peut déboucher sur une amende d’un montant maximal de 5 000 francs.

## Critiques
Billag fait l’objet de critiques en raison des frais élevés liés à la perception des redevances. Dans son rapport de janvier 2010, le Conseil fédéral a toutefois décidé qu'une entreprise privée sera à nouveau mandatée pour percevoir les redevances de radio et télévision au détriment d'autres solutions comme, par exemple, la perception dans le cadre de l’impôt fédéral direct.
Le 29 avril 2015, le Tribunal fédéral donne raison à un auditeur, la TVA que Billag faisait payer sur la redevance est illégale. En 2021, Serafe a remboursé 50fr à tous les ménages pour rembourser la TVA perçue indûment durant la gestion de la redevance par Billag.
Le 3 mai 2015, le journal le Matin révèle que la Billag réclame la redevance aux requérants d'asile.
L'initiative populaire fédérale « Oui à la suppression des redevances radio et télévision » abouti en fin de l'année 2015, elle surnommée « No Billag ». La population se prononce le 4 mars 2018 sur la suppression de la redevance pour le financement de la télévision et de la radio publique suisse. L'initiative est rejetée par 71,6 % des votants et tous les cantons (avec un maximum de 78,25 % à Neuchâtel et une participation de 54 %).